# Ana-Maria Ștefan
Ana-Maria Ștefan est une joueuse roumaine de volley-ball née le 20 avril 1981 à Bucarest. Elle mesure 1,80 m et joue au poste de réceptionneuse-attaquante. 

## Clubs
| Club               | De        | À         |
| ------------------ | --------- | --------- |
| RATB Petrom        | 1998-1999 | 2002-2003 |
| CS Rapid Bucarest  | 2003-2004 | 2003-2004 |
| Hainaut Volley     | 2004-2005 | 2004-2005 |
| CS Rapid Bucarest  | 2005-2006 | 2005-2006 |
| CS Dinamo Bucarest | 2006-2007 | …         |

## Palmarès
- Championnat de Roumanie
  - Vainqueur : 2003, 2004, 2006.
  - Finaliste : 2007, 2008, 2013, 2014.
- Coupe de Roumanie
  - Vainqueur : 2002, 2004, 2010, 2012.
  - Finaliste : 2009, 2013, 2014, 2015.